# Stazione di Tsukuda (Gunma)
La stazione di Tsukuda (津久田駅?, Tsukuda-eki) è una stazione ferroviaria di Shibukawa, nella prefettura di Gunma in Giappone, gestita dalla JR East.

## Linee e servizi
JR East
■ Linea Jōetsu

## Struttura
La stazione è costituita da due marciapiedi laterali con due binari passanti. È presente il supporto alla biglietteria elettronica Suica.
| Bin. est   | ■ Linea Jōetsu | per Shibukawa, Shin-Maebashi e Takasaki |
| Bin. ovest | ■ Linea Jōetsu | per Minakami e Nagaoka                  |

## Stazioni adiacenti
| «            | Servizio      | »            |
| Linea Jōetsu | Linea Jōetsu  | Linea Jōetsu |
| ------------ | ------------- | ------------ |
| Shikishima   | Tutti i treni | Iwamoto      |